# Gaoqiao (sockenhuvudort i Kina, Hubei Sheng, lat 31,23, long 110,54)
Gaoqiao (kinesiska: 高桥, 高桥乡) är en sockenhuvudort i Kina. Den ligger i provinsen Hubei, i den centrala delen av landet, omkring 360 kilometer väster om provinshuvudstaden Wuhan. Antalet invånare är 14 568. Befolkningen består av 6 826 kvinnor och 7 742 män. Barn under 15 år utgör 9,0 %, vuxna 15-64 år 78 %, och äldre över 65 år 11,0 %.
Runt Gaoqiao är det ganska tätbefolkat, med 166 invånare per kvadratkilometer. Närmaste större samhälle är Xiqiuwan, 13,4 km sydväst om Gaoqiao. I omgivningarna runt Gaoqiao växer i huvudsak blandskog.
Genomsnittlig årsnederbörd är 1 307 millimeter. Den regnigaste månaden är augusti, med i genomsnitt 236 mm nederbörd, och den torraste är december, med 14 mm nederbörd.